# Zuleima Hahr
Selma (Zuleima) Huldigunda Louise Josefina Anna Charlotta Hahr, född 28 mars 1840 i Tripoli, död 12 januari 1864 på Karlbergs slott i Solna socken, var en svensk pianist.

## Biografi
Zuleima Hahr föddes 1840 i Tripolis och var dotter till generalkonsul Adolf Hahr (född 1793) och Christina Charlotta von Schéele (född 1802). De bodde från 1849 i Kungsholms församling i Stockholm.
Hon var elev till Alexander Dreyschock, Anton Door och Ludvig Löwegren med flera. Hon uppträdde vid flera konserter i Stockholm med mycket bifall. 
Hahr gifte sig 1863 med officeren och konstnären Henning Thulstrup men avled 1864 i barnsäng på Karlbergs slott.